# Qazaqstan Kubogy
La Coppa del Kazakistan (Футболдан Қазақстан Кубогы) è il principale torneo ad eliminazione diretta del calcio kazako, organizzata dalla Football Union of Kazakhstan. La coppa nacque per la prima volta nel 1936, riservata alle nazioni della RSS Kazaka, ma divenne una competizione nazionale dopo l'indipendenza del 1992.

## Vincitori della Kazakh SSR Cup (1936-1991)
La competizione non fu sempre svolta e spesso ci furono delle interruzioni.
- 1936: Dinamo Alma-Ata
- 1937: non disputata
- 1938: Dinamo Alma-Ata
- 1939: Dinamo Alma-Ata
- 1940: Dinamo Alma-Ata
- 1941-1947: non disputata
- 1948: Dinamo Karaganda
- 1949: Dinamo Chimkent
- 1950: Dinamo Dzhambul
- 1951: Dinamo Alma-Ata
- 1952: Stroitel' Ust-Kamenogorsk
- 1953: non disputata
- 1954: Dinamo Alma-Ata
- 1955: Metallurg Chimkent
- 1956: non disputata
- 1957: Spartak Alma-Ata
- 1958: Stroitel' Pavlodar
- 1959: Spartak Alma-Ata
- 1960: Avangard Petropavlovsk
- 1961: Torpedo Ust-Kamenogorsk
- 1962: Torpedo Ust-Kamenogorsk
- 1963: Torpedo Ust-Kamenogorsk
- 1964: Stroitel' Shevchenko
- 1965: ADK Alma-Ata
- 1966: Altay Ust-Kamenogorsk
- 1967: Gornyak Jezkangan
- 1968: Torpedo Tselinograd
- 1969: Teplovoznik Dzhambul
- 1970: Bulat Temirtau
- 1971: Gornyak Nikol'skiy
- 1972: Bulat Temirtau
- 1973: Bulat Temirtau
- 1974: Bulat Temirtau
- 1975: Bulat Temirtau
- 1976: Bulat Temirtau
- 1977: Trud Shevchenko
- 1978: Trud Shevchenko
- 1979: Vostokmash Ust-Kameogorsk
- 1980: Liteyshchik Karaganda
- 1981: Alyuminshchik Pavlodar
- 1982: non disputata
- 1983: Spartak Semipalatinsk
- 1984: Meliorator Chimkent
- 1985: Meliorator Chimkent
- 1986: Tselinnik Tselinograd
- 1987: Meliorator Chimkent
- 1988: Traktor Pavlodar
- 1989: Ekibastuzets Ekibastuz
- 1990: Montazhnik Turkestan
- 1991: Aktyubinets Aktyubinsk

## Finali dall'indipendenza del 1992
| Anno      | Vincitore                             | Punteggio                             | Finalista                             |
| --------- | ------------------------------------- | ------------------------------------- | ------------------------------------- |
| 1992      | Qairat                                | 5 - 1                                 | Fosfor Džambul                        |
| 1993      | Dostyk Almaty                         | 4 - 2                                 | Taraz                                 |
| 1994      | Vostok Óskemen                        | 1 - 0                                 | Aktyubïnec                            |
| 1995      | Elimaı                                | 1 - 0                                 | SKİF-Ordabasy                         |
| 1996      | Qairat                                | 2 - 0                                 | Vostok Óskemen                        |
| 1997-1998 | Ertis                                 | 2 - 1                                 | Qaısar-Hurricane                      |
| 1998-1999 | Qaısar-Hurricane                      | 1 - 1 (dts) 2 - 0 (dtr)               | Vostok Óskemen                        |
| 1999-2000 | Qairat                                | 5 - 1                                 | Aksess-Golden Greýn                   |
| 2000-2001 | Jeñis                                 | 1 - 1 (dts) 5 - 4 (dtr)               | Ertis                                 |
| 2001      | Qairat                                | 3 - 1                                 | Jeñis                                 |
| 2002      | Jeñis                                 | 1 - 0                                 | Ertis                                 |
| 2003      | Qairat                                | 3 - 1                                 | Tobyl                                 |
| 2004      | Taraz                                 | 1 - 0                                 | Qairat                                |
| 2005      | Jeñis                                 | 2 - 1                                 | Qairat                                |
| 2006      | Almaty                                | 3 - 1                                 | Astana 1964                           |
| 2007      | Tobyl                                 | 3 - 0                                 | Ordabasy                              |
| 2008      | Aqtöbe                                | 3 - 1                                 | Almaty                                |
| 2009      | Atyrau                                | 1 - 0                                 | Shahter Qaraǵandy                     |
| 2010      | Lokomotıv Astana                      | 1 - 0                                 | Shahter Qaraǵandy                     |
| 2011      | Ordabasy                              | 1 - 0                                 | Tobyl                                 |
| 2012      | Astana                                | 2 - 0                                 | Ertis                                 |
| 2013      | Shahter Qaraǵandy                     | 1 - 0                                 | Taraz                                 |
| 2014      | Qairat                                | 4 - 1                                 | Aqtöbe                                |
| 2015      | Qairat                                | 2 - 1                                 | Astana                                |
| 2016      | Astana                                | 1 - 0                                 | Qairat                                |
| 2017      | Qairat                                | 1 - 0                                 | Atyrau                                |
| 2018      | Qairat                                | 1 - 0                                 | Atyrau                                |
| 2019      | Qaisar                                | 2 - 1 (dts)                           | Atyrau                                |
| 2020      | Annullata per pandemia di Coronavirus | Annullata per pandemia di Coronavirus | Annullata per pandemia di Coronavirus |
| 2021      | Qairat                                | 3 - 3 (dts) 9 - 8 (dtr)               | Shahter Qaraǵandy                     |
| 2022      | Ordabasy                              | 5 - 4 (dts)                           | Aqjaıyq                               |
| 2023      | Tobyl                                 | 1 - 0                                 | Ordabasy                              |
| 2024      | Aqtöbe                                | 2 - 1                                 | Atyrau                                |

## Statistiche per club
| Squadra             | Vittorie | Finali perse |
| ------------------- | -------- | ------------ |
| Qairat              | 10       | 3            |
| Jeñis               | 3        | 2            |
| Astana              | 3        | 1            |
| Aqtöbe              | 2        | 2            |
| Ordabasy            | 2        | 2            |
| Tobyl               | 2        | 2            |
| Qaisar              | 2        | 1            |
| Atyrau              | 1        | 3            |
| Ertis               | 1        | 3            |
| Taraz               | 1        | 3            |
| Vostok Óskemen      | 1        | 2            |
| Shahter Qaraǵandy   | 1        | 3            |
| Almaty              | 1        | 1            |
| Dostyk Almaty       | 1        | 0            |
| Elimaı              | 1        | 0            |
| Aksess-Golden Greýn | 0        | 1            |